# Vedran Vinko
Vedran Vinko (* 22. Februar 1990 in Petišovci) ist ein slowenischer Fußballspieler.

## Karriere
Vinko begann seine Karriere beim NK Nafta Lendava. Für Nafta debütierte er im Oktober 2006 in der Prva Liga, als er am 13. Spieltag der Saison 2006/07 gegen den NK Drava Ptuj in der 59. Minute für Mate Eterović eingewechselt wurde. Im Sommer 2011, nur kurz vor der Vereinsauflösung des NK Nafta Lendava aufgrund von Insolvenz, wechselte er nach Frankreich zum Zweitligisten FC Metz. 2012 verließ er Metz, ohne ein Spiel absolviert zu haben. Im Februar 2013 schloss er sich dem slowenischen Erstligisten ND Mura 05 an. Nach dessen Insolvenz wechselte er im Sommer 2013 zum österreichischen Regionalligisten USV Allerheiligen.
Nach einer Saison bei den Steirern wechselte er zur Saison 2014/15 zum Ligakonkurrenten SK Austria Klagenfurt. Nachdem er mit den Kärntnern in den Profifußball aufgestiegen war, kehrte er im Sommer 2015 zum USV Allerheiligen zurück.
2016 wechselte Vinko zurück nach Slowenien zum Drittligisten ND Lendava 1903, dem Nachfolgeverein des 2012 aufgelösten NK Nafta Lendava. Mit der Mannschaft kam er 2016/17 in 26 Meisterschaftsspielen zum Einsatz, erzielte dabei 27 Tore und stieg mit der Mannschaft in die zweithöchste Spielklasse Sloweniens auf. Insgesamt kam er anschließend zu 124 Zweitligaeinsätzen für Lendava, in denen er 51 Tore machte. Nach der Saison 2021/22 verließ er den Verein nach sechs Jahren wieder. Nach einem Halbjahr ohne Klub wechselte er im Januar 2023 erneut nach Österreich, diesmal zum Regionalligisten USV St. Anna.